# Citi Open 2015
Citi Open 2015 — тенісний турнір, що проходив на відкритих кортах з твердим покриттям William H.G. FitzGerald Tennis Center у Вашингтоні (США). Це був 47-й за ліком Відкритий чемпіонат Вашингтона серед чоловіків і 5-й - серед жінок. Належав до категорії 500 у рамках Туру ATP 2015, а також категорії International у рамках Туру WTA 2015. Тривав з 3 до 9 серпня 2015 року.

## Очки і призові

### Розподіл очок
| Дисципліна                 | П   | Ф   | ПФ  | ЧФ | 1/8 | 1/16 | 1/32 | Q   | Q2  | Q1  |
| Одиночний розряд, чоловіки | 500 | 300 | 180 | 90 | 45  | 20   | 0    | 10  | 4   | 0   |
| Парний розряд, чоловіки    | 500 | 300 | 180 | 90 | 0   | Н/Д  | Н/Д  | 10  | Н/Д | 0   |
| Одиночний розряд, жінки    | 280 | 180 | 110 | 60 | 30  | 1    | Н/Д  | 18  | 12  | 1   |
| Парний розряд, жінки       | 280 | 180 | 110 | 60 | 1   | Н/Д  | Н/Д  | Н/Д | Н/Д | Н/Д |

### Розподіл призових грошей
| Дисципліна                 | П        | Ф        | ПФ      | ЧФ      | 1/8     | 1/16   | 1/321  | Q2     | Q1   |
| Одиночний розряд, чоловіки | $316,400 | $142,650 | $67,570 | $32,605 | $16,625 | $9,150 | $5,325 | $850   | $440 |
| Парний розряд, чоловіки *  | $93,460  | $42,180  | $19,890 | $9,610  | $4,920  | Н/Д    | Н/Д    | Н/Д    | Н/Д  |
| Одиночний розряд, жінки    | $43,000  | $21,400  | $11,300 | $6,200  | $3,420  | $2,220 | Н/Д    | $1,285 | $750 |
| Парний розряд, жінки *     | $12,300  | $6,400   | $3,435  | $1,820  | $960    | Н/Д    | Н/Д    | Н/Д    | Н/Д  |

1 кваліфаєри отримують і призові гроші 1/32 фіналу

* на пару

## Учасники основної сітки в рамках чоловічого турніру

### Сіяні учасники
| Країна          | Гравець          | Рейтинг1 | Сіяний |
| --------------- | ---------------- | -------- | ------ |
| Велика Британія | Енді Маррей      | 3        | 1      |
| Японія          | Кей Нісікорі     | 5        | 2      |
| Хорватія        | Марин Чилич      | 9        | 3      |
| Франція         | Рішар Гаске      | 13       | 4      |
| ПАР             | Кевін Андерсон   | 15       | 5      |
| Болгарія        | Григор Димитров  | 16       | 6      |
| Іспанія         | Фелісіано Лопес  | 18       | 7      |
| США             | Джон Ізнер       | 19       | 8      |
| Сербія          | Віктор Троїцький | 20       | 9      |
| Хорватія        | Іво Карлович     | 22       | 10     |
| Австралія       | Бернард Томіч    | 25       | 11     |
| Канада          | Вашек Поспішил   | 29       | 12     |
| США             | Сем Кверрі       | 30       | 13     |
| Уругвай         | Пабло Куевас     | 31       | 14     |
| США             | Джек Сок         | 35       | 15     |
| Аргентина       | Леонардо Маєр    | 36       | 16     |

- 1 Рейтинг подано станом на 27 липня 2015

### Інші учасники
Учасники, що потрапили до основної сітки завдяки вайлд-кард:
- Томмі Гаас
- Ллейтон Г'юїтт
- Ніколас Джаррі
- Деніс Кудла

Гравці, що потрапили до основної сітки через стадію кваліфікації:
- Раян Гаррісон
- Даріан Кінг
- Марінко Матосевич
- Йосіхіто Нісіока
- Гвідо Пелья
- Джон-Патрік Сміт

Учасники, що потрапили до основної сітки як щасливий лузер:
- Іван Додіг

### Відмовились від участі
До початку турніру
- Маркос Багдатіс → його замінив  Іван Додіг
- Танасі Коккінакіс → його замінив  Ґо Соеда
- Адріан Маннаріно → його замінив  Лукаш Лацко
- Янко Типсаревич → його замінив  Річардас Беранкіс

## Учасники основної сітки в парному розряді

### Сіяні пари
| Країна   | Гравець            | Країна   | Гравець        | Рейтинг1 | Сіяний |
| -------- | ------------------ | -------- | -------------- | -------- | ------ |
| США      | Боб Браян          | США      | Майк Браян     | 1        | 1      |
| Хорватія | Іван Додіг         | Бразилія | Марсело Мело   | 7        | 2      |
| Індія    | Роган Бопанна      | Румунія  | Флорін Мерджа  | 18       | 3      |
| Польща   | Марцін Матковський | Сербія   | Ненад Зімоньїч | 21       | 4      |

- 1 Рейтинг подано станом на 27 липня 2015

### Інші учасники
Нижче наведено пари, які отримали вайлдкард на участь в основній сітці:
- Сем Грот /  Ллейтон Г'юїтт
- Стів Джонсон  /  Сем Кверрі

Нижче наведено пари, що пробились в основну сітку через стадію кваліфікації:
- Остін Крайчек /  Ніколас Монро

Пари, що потрапили в основну сітку як щасливий лузер:
- Трет Х'юї /  Скотт Ліпскі

### Відмовились від участі
До початку турніру
- Пабло Куевас (травма спини)

## Учасниці основної сітки в рамках жіночого турніру

### Сіяні учасниці
| Країна    | Гравчиня           | Рейтинг 1 | Сіяна |
| --------- | ------------------ | --------- | ----- |
| Росія     | Катерина Макарова  | 11        | 1     |
| Австралія | Саманта Стосур     | 21        | 2     |
| Швейцарія | Белінда Бенчич     | 22        | 3     |
| Росія     | Світлана Кузнецова | 24        | 4     |
| Франція   | Алізе Корне        | 28        | 5     |
| Румунія   | Ірина-Камелія Бегу | 29        | 6     |
| США       | Коко Вандевей      | 32        | 7     |
| Казахстан | Заріна Діяс        | 33        | 8     |

- 1 Рейтинг подано станом на 27 липня 2015

### Інші учасниці
Учасниці, що потрапили до основної сітки завдяки вайлд-кард:
- Луїза Чиріко
- Тейлор Таунсенд
- Коко Вандевей

Гравчині, що потрапили до основної сітки через стадію кваліфікації:
- Наомі Броді
- Юлія Глушко
- Саназ Маранд
- Ан-Софі Месташ

### Відмовились від участі
До початку турніру
- Вікторія Азаренко → її замінила  Полона Герцог
- Ежені Бушар → її замінила  Лорен Девіс
- Сара Еррані → її замінила  Ірина Фалконі
- Даніела Гантухова → її замінила  Лара Арруабаррена

## Учасниці основної сітки в парному розряді

### Сіяні пари
| Країна    | Гравчиня            | Країна    | Гравчиня                 | Рейтинг1 | Сіяна |
| --------- | ------------------- | --------- | ------------------------ | -------- | ----- |
| Росія     | Алла Кудрявцева     | Росія     | Анастасія Павлюченкова   | 52       | 1     |
| Австралія | Анастасія Родіонова | Австралія | Родіонова Аріна Іванівна | 64       | 2     |
| Іспанія   | Лара Арруабаррена   | Словенія  | Андрея Клепач            | 72       | 3     |
| Швейцарія | Белінда Бенчич      | Франція   | Крістіна Младенович      | 101      | 4     |

- 1 Рейтинг подано станом на 27 липня 2015

### Інші учасниці
Нижче наведено пари, які отримали вайлдкард на участь в основній сітці:
- Луїза Чиріко /  Алізе Лім

## Переможці та фіналісти

### Чоловіки. Одиночний розряд
- Кей Нісікорі —  Джон Ізнер, 4–6, 6–4, 6–4

### Одиночний розряд. Жінки
- Слоун Стівенс —  Анастасія Павлюченкова, 6–1, 6–2

### Парний розряд. Чоловіки
- Боб Браян /  Майк Браян —  Іван Додіг /  Марсело Мело, 6–4, 6–2

### Парний розряд. Жінки
- Белінда Бенчич /  Крістіна Младенович —  Лара Арруабаррена /  Андрея Клепач, 7–5, 7–6(9–7)